# Anouchka van Miltenburg

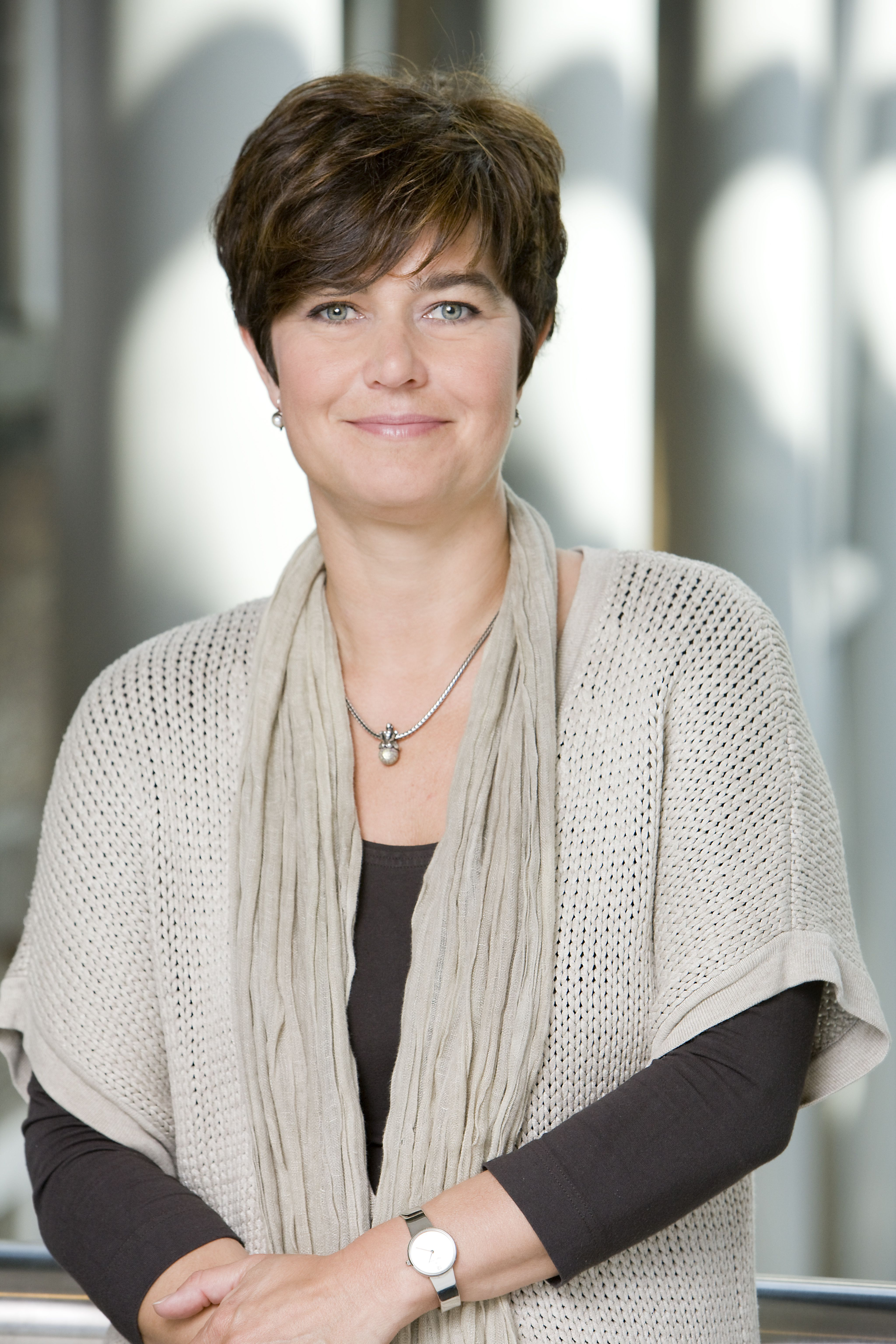
Anouchka van Miltenburg, 2011

Anouchka van Miltenburg (* 20. April 1967 in Utrecht) ist eine niederländische Politikerin der Volkspartij voor Vrijheid en Democratie (VVD). Vom 25. September 2012 bis zum 12. Dezember 2015 war sie Vorsitzende der Zweiten Kammer der Generalstaaten. 
Anouchka van Miltenburg besuchte bis zu ihrem Abschluss 1991 die Journalistenschule in Tilburg. Sie arbeitete von 1991 bis 2001 als freie Journalistin unter anderem für das Brabants Dagblad und die Rundfunkanstalt Nederlandse Omroep Stichting (NOS).
Von 2002 bis 2003 war Anouchka van Miltenburg Gemeinderatsmitglied in Zaltbommel. Seit 2003 ist sie Mitglied der Zweiten Kammer. Ihre Arbeitsschwerpunkte dort sind Massenmedien und die Medizinethik.
Bei den Wahlen um den Kammervorsitz vom 25. September 2012 trat sie gegen Khadija Arib von der Partij van de Arbeid und Gerard Schouw von Democraten 66 an. Nach der zweiten Runde schied Schouw aus. Im dritten Wahlgang erhielt van Miltenburg 90 und Arib 56 Stimmen. Am 12. Dezember 2015 trat sie als Kammervorsitzende zurück, nachdem ihre Arbeit infolge ihrer Rolle im sogenannten „Teeven-Deal“ zu viel unter Druck gesetzt wurde.
Anouchka van Miltenburg ist seit 1991 verheiratet und hat drei Kinder. Sie ist Mitglied der katholischen Kirche und lebt in Zaltbommel.

## Belege
1. ↑  Van Miltenburg gaat Tweede Kamer voorzitten. In: ED.nl (Eindhovens Dagblad). 25. September 2012, ehemals im Original (nicht mehr online verfügbar); abgerufen am 28. August 2012 (niederländisch). (Seite nicht mehr abrufbar. Suche in Webarchiven)
2. ↑  Niederländische Parlamentspräsidentin tritt wegen Deals mit Drogenbaron zurück. In: DW.com (Deutsche Welle). 12. Dezember 2015, abgerufen am 30. März 2021.

| Personendaten    | Personendaten                                 |
| ---------------- | --------------------------------------------- |
| NAME             | Miltenburg, Anouchka van                      |
| ALTERNATIVNAMEN  | Miltenburg, Anouchka van (vollständiger Name) |
| KURZBESCHREIBUNG | niederländische Politikerin                   |
| GEBURTSDATUM     | 20. April 1967                                |
| GEBURTSORT       | Utrecht, Niederlande                          |